# Metateorija
Metateorija bi u prijevodu označavala nadteoriju ili teoriju teorije.
Konkretnije, ona predstavlja sustav prosudbi o ciljevima, zadacima, i metodama spoznavanja u sklopu znanstvene cjeline ili u njezinim dijelovima. Metateorija je najopćenitija perspektiva gledanja na svijet. Bit metateoriji jedne discipline daju Epistemologija (teorija znanja pojedinih disciplina, odgovara na temeljna pitanja poput: Šta mi možemo saznati, kako mi to možemo saznati?), Ontologija (govori o tome što može biti poznato) i Metodologija (u najširem smislu označava dio logike koji se bavi proučavanjem metoda spoznavanja).